# قرة خان (فارسش)
قرة خان (بالفارسية: قره‌خان) هي قرية تقع في إيران في البلدة المركزية. يقدر عدد سكانها بـ 111 نسمة .